# ویلیام پروکتر
ویلیام پروکتر (به انگلیسی: William Procter) (زاده ۷ دسامبر ۱۸۰۱ - درگذشته ۴ آوریل ۱۸۸۴) کارآفرین، صنعتگر و شمعساز انگلیسی-آمریکایی بود، که در سال ۱۸۳۷ با مشارکت جیمز گمبل، شرکت پروکتر اند گمبل را تأسیس نمود.